# Castello della Cecchignola (Roma)
Castello della Cecchignola è una piccola frazione di Roma Capitale, situata nel quartiere Q. XXXI Giuliano-Dalmata, nel territorio del Municipio Roma IX (ex Municipio Roma XII).
Sorge lungo la via della Cecchignola, unica frazione della Capitale ad insistere nel territorio di un quartiere.
Prende il nome dal castello ivi presente.

## Odonimia
Le strade di Castello della Cecchignola sono dedicate a donne di valore, con l'esclusione di via Giovanni Kobler, che fa da strada d'accesso alla frazione dalla via della Cecchignola.